# Всесвітній день туалету
Всесві́тній день туале́ту — одне з найоригінальніших і найкумедніших свят. Відзначається щороку 19 листопада. Вперше відзначено 19 листопада 2002 року.

## Історія свята
Всесвітній день туалету встановлено 2001 року під час міжнародної конференції в Сингапурі, присвяченій проблемам туалетів. Сингапур не випадково став місцем проведення конференції, оскільки славиться бездоганною чистотою своїх туалетів.
Понад 200 делегатів з Європи, Азії та Північної Америки, які представляли 17 національних туалетних асоціацій, зустрілися, щоб обговорити насущні проблеми та розглянути нові концепції розвитку туалетної справи. Підсумком зустрічі стало створення Всесвітньої туалетної організації, яка й стала ініціатором встановлення Всесвітнього дня туалету.

## Тема Всесвітнього дня туалету 2017 –стічні води
Цілі сталого розвитку до 2030 року спрямовані на те, щоб охопити кожну людину санітарно-гігієнічними технологіями, вдвічі зменшити частку неочищених стічних вод та збільшити глибину та кількість переробки та забезпечити безпечне повторне використання.
Для того, щоб ці цілі були досягнутими, потрібно, щоб людина містила, транспортувала, обробляла та розпоряджалася безпечним та стабільним способом. Сьогодні для мільярдів людей в усьому світі санітарні системи очищення стічних вод або відсутні, або неефективні. Людські відходи підтримують розповсюдження збудників небезпечних захворювань, гальмуючи позитивні зрушення у здоров'ї та виживанні дітей.